# Tudor Negoiță
Tudor Negoiță (n. 18 februarie 1938, București, România) este un scriitor român de literatură științifico-fantastică, ficțiune de mister și polițistă. Este membru al Uniunii Scriitorilor din România.
A debutat în 1957 în revista Colecția „Povestiri științifico-fantastice” nr. 332 cu ficțiunea scurtă „Omul și sirena”. În numărul 442 din 15 aprilie 1973 al aceleiași reviste i-a fost publicată povestirea „Soluții optime”, iar în numărul 463 din 1 februarie 1974 povestirea „Defectul de a pune-ntrebări”.
A scris romane ca Verificați ipoteza Nessus! sau Cutia Pandorei, ambele publicate de editura Albatros în colecția sa Fantastic Club. A realizat scenarii de televiziune ca Zarurile au fost aruncate, Operațiunea Gambit, Un răspuns pentru Ana sau Învață de la păsări să fii mereu în zbor.
I s-a publicat povestirea „O aventură pe "Nava Morții"” în Colecția „Povestiri științifico-fantastice” #54  (1957), „Simulacru” în Almanah Anticipația 1985, „Eroare de un grad” în Almanah Anticipația 1986 „Zărghitul” în Almanah Anticipația 1987. și „Mai sunt unii care încă mai citesc” în CPSF # 528-529 (din nov-dec. 1995).

## Lucrări scrise

### Romane SF
- Verificați ipoteza Nessus! (editura Albatros, colecția Fantastic Club, 1980)
- Cutia Pandorei (editura Albatros, Fantastic Club, 1986) - roman polițist, de mister, științifico-fantastic
- Cînd zeii conspiră, editura Dragon, 1991 - roman științifico-fantastic[4]
- Există și femei care mint?!, editura Phobos, 2002 - roman științifico-fantastic, polițist

### Romane polițiste
- Imprevizibilul joc, editura Militară, colecția Sfinx, nr. 34, 1977[8]
- Parola nu era completă, editura Militară, colecția Sfinx, nr. 59, 1982[9]
- Surâsul ochilor albaștri, editura Eminescu, colecția Clepsidra, 1979[10]
- Jocul de-a încrederea, editura Dacia, 1980
- Al treilea e de prisos, editura Eminescu, 1984
- Când se sfârșește jocul, editura Universalia, 1991
- Final de partidă, editura Militara, anul 1993[4]
- Moștenitoarea din America, editura Humanitas, colecția Libra, 1995[4]

### Literatură pentru copii
- Cele 247 minute, editura Ion Creangă, 1977[4]
- Noi 5, Trică și comoara, editura Ion Creangă, 1986[4]

## Scenarii de film
- Rețeaua S (1980) – în colaborare cu Mircea Gîndilă